# Boot Room
A Boot Room (magyarul: cipőterem) az 1960-as évektől a Liverpool FC otthonában lévő szoba, amelyben az edző és a személyzet megvitatták a csapat taktikáit, felállását és egyéb fontos dolgokat.

## Részletek
Ez egy olyan szoba volt, amelyben a csapat cipőit tárolták.
A meccs után a rivális menedzsereket és személyzetet behívták egy italra.

## Boot Room Trófeái

### Bill Shankly
- Second Division Bajnok 1961–62
- First Division Bajnok 1963–64, 1965–66, 1972–73
- First Division runners-up 1968–69, 1973–74
- Charity Shield Győztes 1964, 1965
- Charity Shield runners-up 1971
- FA Kupa Győztes 1965, 1974
- FA Cup runners-up 1971
- Kupagyőztesek Európa-kupája  1965/66
- UEFA-kupa Győztes 1972/73

### Bob Paisley
- Charity Shield 1974, 1976, 1977, 1980, 1982
- First Division champions 1975–76, 1976–77, 1978–79, 1979–1980, 1981–82, 1982–83
- First Division runners-up 1974–75, 1977–78
- FA Kupa runners-up 1976–77
- League Cup Győztes 1980–81, 1981–82, 1982–83
- Football League Cup runners-up 1977–78
- Az év menedzsere 1975–76, 1976–77, 1978–79, 1979–80, 1981–82, 1982–83
- Bajnokcsapatok Európa-kupája Győztes 1976–77, 1977–78, 1980–81
- UEFA-szuperkupa Győztes 1976–77, 1977–78
- UEFA Cup Győztes 1975–76
- FIFA-klubvilágbajnokság runners-up 1981

### Joe Fagan
- Charity Shield runners-up 1984
- First Division winners 1983-84
- First Division runners-up 1984-85
- League Kupa Győztes 1983-84
- European Kupa Győztes 1983-84
- European Kupa runners-up 1984-85
- European Super Kupa runners-up 1985
- World Club Championship runners-up 1984

### Kenny Dalglish
- First Division winners 1985–86, 1987–88, 1989–90 (Játékos/menedzser)
- First Division runners-up 1986–87, 1988–89
- FA Cup 1986, 1989 (Játékos/menedzser)
- FA Cup runners-up 1988
- Az év menedzsere 1986, 1988, 1990
- Charity Shield 1986, 1988, 1989, 1990
- Screen Sport Super Kupa 1986 (Játékos/menedzser)

### Graeme Souness
- FA Kupa Győztes 1992

### Roy Evans
- League Kupa Győztes 1995
- FA Kupa runners-up 1996